# Jakob Söderqvist
Jakob Söderqvist (* 31. Mai 2003 in Sundsvall) ist ein schwedischer Radrennfahrer, der vorrangig auf der Straße aktiv ist.

## Sportlicher Werdegang
Seine Karriere im Radsport begann Söderqvist im Cross-Country, wo er noch bis Mitte der Saison 2023 aktiv war. 2021 wurde er schwedischer Juniorenmeister im olympischen Cross-Country und startete bei Welt- und Europameisterschaften, 2023 nahm er am U23-Weltcup teil, blieb aber international ohne vordere Platzierungen.
Im April 2023 startete Söderqvist mit der Nationalmannschaft auf der Straße bei der Tour du Loir-et-Cher, wo er als Solist die dritte Etappe gewann. Im Juni wurde er schwedischer Vizemeister im Einzelzeitfahren, bei den Weltmeisterschaften im Glasgow belegte er den siebten Platz im Einzelzeitfahren der U23. Im September gewann er erneut mit der Nationalmannschaft seine erste Rundfahrt, die Flanders Tomorrow Tour.
Nach seinen Erfolgen wechselte Söderqvist zur Saison 2024 komplett auf die Straße und wurde Mitglied im Development Team Lidl-Trek Future Racing. Nach zwei Plätzen unter den Top 10 bei der Tour de La Provence und der Tour du Loir-et-Cher gewann er Anfang Mai die Gesamtwertung der Tour de Bretagne Cycliste, den Grundstein dafür legte er mit dem Etappenerfolg auf der dritten Etappe. Bereits eine Woche später folgten zwei Etappensiege beim Flèche du Sud. Im Juni gewann er das Einzelzeitfahren zum Auftakt des Giro Next Gen, kurz darauf die schwedischen Meisterschaften dieser Disziplin. Der schwedische Verband bestimmte ihn zu seinem Vertreter im olympischen Straßenrennen, das er als 58. beendete. Bei den Europameisterschaften 2024 in Limburg wurde er Vize-Europameister im Einzelzeitfahren hinter Alec Segaert, bei den anschließenden Weltmeisterschaften Vize-Weltmeister hinter Iván Romeo. Zum Abschluss der Saison gewann er den U23-Wettbewerb beim Chrono des Nations.

## Erfolge
2021
- Schwedischer Junioren-Meister – Cross-Country

2023
- eine Etappe Tour du Loir-et-Cher
- Gesamtwertung Flanders Tomorrow Tour

2024
- Gesamtwertung und eine Etappe Tour de Bretagne Cycliste
- zwei Etappen Flèche du Sud
- eine Etappe Giro Next Gen
- Schwedischer Meister – Einzelzeitfahren
- Europameisterschaften – Einzelzeitfahren (U23)
- Weltmeisterschaften – Einzelzeitfahren (U23)
- Chrono des Nations (U23)

2025
- Schwedischer Meister – Einzelzeitfahren
- eine Etappe Dänemark-Rundfahrt